# Mark Brydon
Mark Errington Brydon (* 22. Dezember 1960 in Sunderland, England) ist ein britischer Musikproduzent, Komponist, Musiker und Toningenieur. Bekannt wurde er als ein Teil des Duos Moloko. Dort spielte er Bass und früher auch Synthesizer.

## Musikalische Karriere
Mark Brydon hat sich schon vor Moloko einen Namen als Mitglied der englischen 80er House-Acts Cloud 9 und Krush gemacht und remixte so unterschiedliche Bands wie Eric B. & Rakim und Psychic TV.

### Moloko
Auf einer Party in Sheffield wurde er von einer damals noch unbekannten Sängerin namens Róisín Murphy mit der Frage „Do you like my tight sweater?“ („Gefällt dir mein enger Pulli?“) angesprochen, was später der Titel des Moloko-Debütalbums werden sollte. Nach jener Party wurde aus den beiden musikalisch wie auch privat ein Paar.
Vor den Aufnahmen zum vierten Studioalbum Statues, das 2003 erschien, beendeten Murphy und Brydon ihre Liebesbeziehung und gingen privat fortan getrennte Wege. Als Moloko arbeiteten sie jedoch weiterhin zusammen und tourten nach der Veröffentlichung von Statues 18 Monate lang fast ununterbrochen in Europa und Australien. Brydon zog sich aber für Promo-Zwecke meist zurück.
Eine offizielle Trennung der Band gab es bisher nicht.
Zurzeit (Stand 2009) widmet sich Brydon kleineren Projekten und baut an einem neuen Studio. Außerdem macht er weiterhin Musik und ist als Remix-Künstler DJ Plankton tätig.

## Zusammenarbeit mit anderen Künstlern
Für folgende Künstler war Brydon u. a. als Komponist, Co-Autor und/oder Produzent tätig:
- Boris Dlugosch
- Caron Wheeler
- Eva Gallagher
- The Human League
- Krush
- Moloko
- Yazz